# Miguel Angel Nguema Bee
Miguel Angel Nguema Bee SDB (ur. 13 lipca 1969 w Bata) – duchowny katolicki z Gwinei Równikowej, biskup Ebebiyin od 2017.

## Życiorys

### Prezbiterat
Święcenia kapłańskie otrzymał 24 lipca 2000 roku jako członek zgromadzenia salezjanów. Przez kilka lat pracował w kolegiach salezjańskich. W latach 2008–2010 studiował w Rzymie, a po powrocie do kraju pełnił funkcję wikariusza prowincji (2010–2014) i jej przełożonego (2014–2017).

### Episkopat
1 kwietnia 2017 papież Franciszek mianował go biskupem ordynariuszem diecezji Ebebiyin. Sakry udzielił mu 20 maja 2017 prefekt Kongregacji ds. Ewangelizacji Narodów – kardynał Fernando Filoni.